# ГЕС Норфорк
ГЕС Норфорк — гідроелектростанція у штаті Арканзас (Сполучені Штати Америки). Використовує ресурс із North Fork River, лівої притоки Уайт-Рівер, котра в свою чергу є правою притокою Міссісіпі (басейн Мексиканської затоки).
В межах проекту річку перекрили бетонною греблею висотою від тальвегу 63 метри (від підошви фундаменту — 76 метрів) та довжиною 800 метрів, яка потребувала 1147 тис. м3 матеріалу. Вона утримує водосховище з площею поверхні 89 км2 (у випадку повені до 124,2 км2) та об'ємом 2,453 млрд м3.
Пригреблевий машинний зал обладнали двома турбінами типу Френсіс потужністю 40 МВт, які працюють при напорі від 40 до 62 метрів (номінальний напір 49 метрів).